# Trygve Nagell

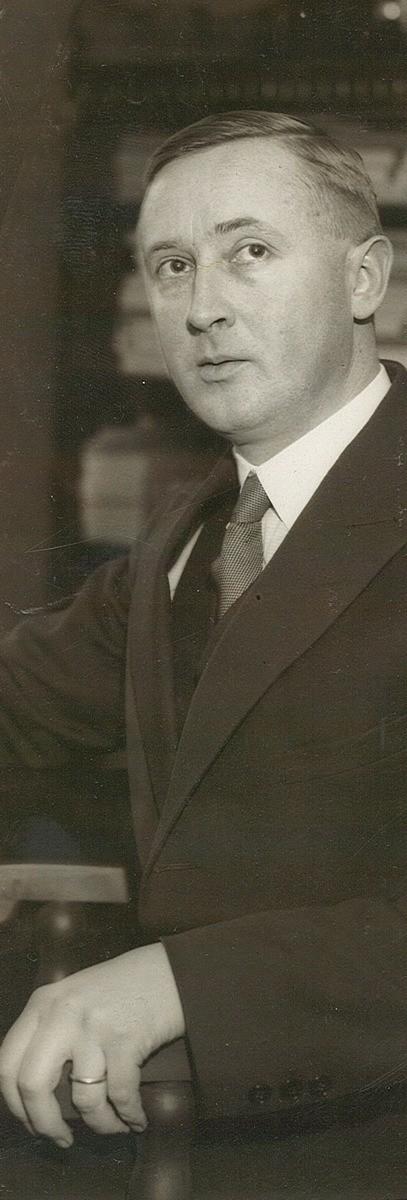
Trygve Nagell

Trygve Nagell (1895 – 1988) was een Noors wiskundige, die bekend is van zijn werk op het gebied van diofantische vergelijkingen in de getaltheorie.
Nagell promoveerde in 1926 aan de Universiteit van Oslo en doceerde tot 1931 aan deze universiteit. Van 1931 tot 1962 was hij hoogleraar aan de Universiteit van Uppsala. Nagell werd in 1951 benoemd in de orde van Sint-Olaf en in 1952 in de Zweedse Orde van de Poolster.